# Saint Ann's Bay
Saint Ann's Bay è una città della Giamaica, sita sulla costa settentrionale dell'isola, nella contea di Middlesex, capoluogo della parrocchia di Saint Ann.
Tra i cittadini illustri c'è Marcus Garvey, in onore del quale è stata eretta una statua.